# 尼泊爾足球協會
尼泊爾足球協會是專門管轄尼泊爾足球事務的組織。該組織成立於1951年，並先後1970年和1971年加入國際足協及亞洲足協。

## 外部連結
- 官方網頁 （页面存档备份，存于）
- 國際足協網頁 （页面存档备份，存于）
- 亞洲足協網頁